# Henry Bird
Henry Edward Bird (Portsea, 14 juli 1830 – Londen, 11 april 1908) was een Britse schaker.
Hij speelde toernooien van 1847 tot in 1899 zelfs nog dat van Londen (hij was toen 69 jaar). In 1873 introduceerde hij tegen John Wisker zijn befaamde openingszet 1.f4, de naar hem genoemde Birdopening.
| 8 | rd                                  | nd | bd | qd | kd | bd | nd | rd |
| 7 | pd                                  | pd | pd | pd | pd | pd | pd | pd |
| 6 |                                     |    |    |    |    |    |    |    |
| 5 |                                     |    |    |    |    |    |    |    |
| 4 |                                     |    |    |    |    | pl |    |    |
| 3 |                                     |    |    |    |    |    |    |    |
| 2 | pl                                  | pl | pl | pl | pl |    | pl | pl |
| 1 | rl                                  | nl | bl | ql | kl | bl | nl | rl |
|   | a                                   | b  | c  | d  | e  | f  | g  | h  |
|   | Begin van de Birdopening: 1. f2-f4. |    |    |    |    |    |    |    |

Hij heeft ook nog een aantal varianten in andere openingen op zijn naam staan, bijvoorbeeld de Birdvariant in het Spaans (1.e4 e5 2.Pf3 Pc6 3.Lb5 Pd4).
Bird speelde graag in koffiehuizen in Londen. Hij heeft een eigen schaakspel ontworpen, dat gespeeld werd op een bord van 8×10 velden.

## Bezoek aan Nederland in 1880

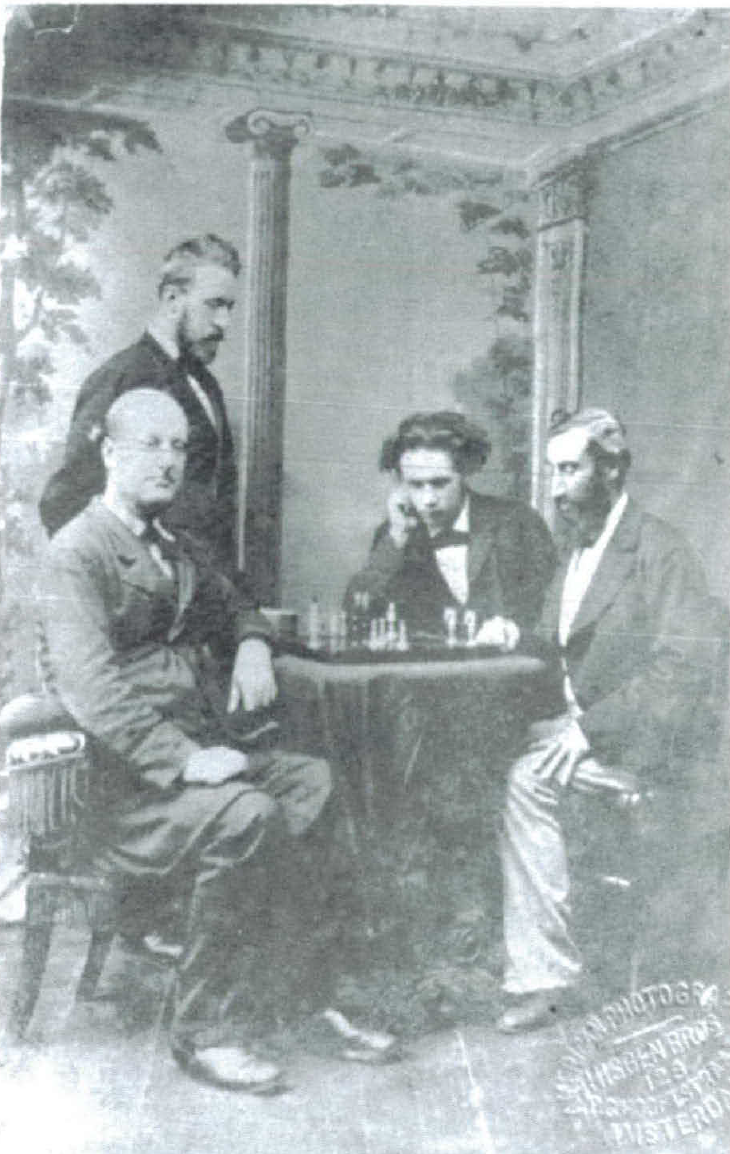
Bezoek van Henry Bird aan het VAS in 1880: Bird (links) wacht de zet af van Pinédo (rechts) in consultatie met Rudolf Loman. G. Mohr kijkt hier toe.

Op de terugweg van een schaakreis over het continent deed Henry Bird het Vereenigd Amsterdamsch Schaakgenootschap (VAS) in Amsterdam aan, waar hij via bemiddeling van Pinédo, "een van Caïssa's meest toegeweden aanbidders in Amsterdam", met inzet schaakte tegen de lokale schakers aldaar. Hij verpletterde alle tegenstand ondanks dat hij zich de hem typerende ongebruikelijke zetten veroorloofde. Tegenstanders waren dermate onder de indruk dat zij zijn speelwijze elders probeerden te imiteren, maar zonder succes.
Desondanks waren er ook enkele winstpartijen voor de lokale schakers, ook al speelden zij in consultatie: er zijn ten minste twee partijen bekend waarbij Pinédo en Mohr, in overleg, Bird verslagen hebben.
Zijn typische speelstijl gecombineerd met zijn hedonistische levenswijze maakte Bird weinig populair in de overwegend Calvinistische schaakgemeenschap van Amsterdam. In een poging hem in vrede te laten gaan, werd ter afscheid een simultaanwedstrijd georganiseerd: Bird verpletterde zijn twintig tegenstanders in drie uur tijd. Met het geld dat hij zodoende gewonnen had (zeventig gulden) dook hij het Amsterdamse nachtleven in, met het resultaat dat hij de volgende ochtend geen rooie cent meer over had.
De secretaris van de VAS zou toen een list bedacht hebben waarbij Bird mogelijk alsnog aan zijn financiën geholpen kon worden en het deel van de Nederlandse schaakgemeenschap dat genoot van Birds spel langer van zijn aanwezigheid kon genieten: Bird werd ingeschreven bij de Nederlandse Schaakbond zodat hij kon deelnemen aan het Nederlandse Schaakkampioenschap dat dat jaar gehouden werd in Gouda. Bird zou zodoende kans maken op de 150 gulden voor de eerste prijs. Bird werd nog dezelfde dag, in gezelschap van Pinédo en G. Mohr, op de trein naar Gouda gezet.
Birds intrede tot het toernooi ging niet zonder tegenstand. Er werd gevreesd dat de deelname van een vreemdeling tot de ondergang van de Schaakbond kon leiden. Na de nodige verhitte discussies waarbij een bondslid aftrad en regels werden aangepast opdat eenzelfde incident zich in de toekomst niet zou herhalen, werd Bird desondanks toegelaten. Hij werd hiermee de enige buitenlander die ooit aan een Nederlandse schaakkampioenschap heeft kunnen deelnemen.

Birds persoonlijkheid en spel was wederom buitengewoon, en zou de bron zijn voor wilde rapportages. Zo verhaalde Rudolf Loman:
Op den bondswedstrijd te Gouda, won hij 9½ van de 10 partijen, alleen Benima mocht 't gelukken een partij remise te maken. Het lot bracht Benima reeds in de eerste ronde tegenover den geduchten Brit. Ik was bij de partij tegenwoordig en zal het tafereel nooit vergeten. De Groninger provinciaal zat in zijn hemdsmouwen, bevende als een riet, een medicijnfleschje naast zich om zijn zenuwen te stillen, eindeloos lang peinzende over elken zet. (In die dagen waren de schrikwekkende klokjes nog niet in zwang). Bird die den ganschen nacht aan den rol was geweest en de f 70—, die wij den vorigen dag voor hem hadden gecollecteerd, in de Nes had verteerd, waardoor hij 's morgens nauwelijks zijn 3de klasse biljet naar Gouda kon betalen, bracht 't grootste deel der partij slapende door en zijn oogen opende zich slechts halverwege als de beurt van spelen aan hem was. Als Benima na lang trillen en aarzelen een stuk bewoog, volgde Bird's zet zoo goed als onmiddellijk en dat de partij remise werd was dan ook eigenlijk grooter eer voor Bird dan voor zijn tegenstander.
Bird maakte dus gelijkspel op de eerste dag, toen hij zich nog in de roes van de nacht ervoor bevond en won daarna alle partijen op de voor hem typerende speelwijze en daarmee de "Nationale Schaakwedstrijd Eerste Klas", ofwel de officieuze Nederlandse kampioenschappen van 1880.